# Querétaro FC
A Querétaro Fútbol Club (legismertebb becenevén Gallos Blancos, amelynek jelentése fehér kakasok) a mexikói Santiago de Querétaro labdarúgócsapata, amely jelenleg az első osztályú bajnokságban szerepel. Eddig bajnoki győzelmük még nincs (legjobb eredményük egy második hely (2015 Clausura)), de a kupát egyszer már megnyerték (2016 Apertura).

## Története
Az 1940-es a években a városban már több kisebb labdarúgóklub működött. 1949-ben a querétarói Don Alfonso Niembro Llano Ezequiel Riverával és Manuel Galánnal indítványozta az FMF-nél, hogy jöjjön létre egy másodosztályú bajnokság is, ahonnan fel lehet jutni az elsőbe és ahova ki lehet esni az elsőből. Ez a bajnokság létre is jött, ebben 1950-ben kezdte meg szereplését a frissen alapított Querétaro Fútbol Club, először tiszta fehér mezben és csupán egy szögletes Q betűből álló címerrel.
1954-ben nevezték el őket Gallos Blancosnak, azaz Fehér Kakasoknak. Ebben az évben történt meg egyszer, hogy Don Felipe Castañeda edző és Ezequiel Rivera szerzett 11 fehér kakast, melyeket a játékosoknak, mielőtt kivonultak volna a pályára, odaadtak, sőt, Rivera még egy disznót is szerzett, az edző becenevére (La Marrana) utalva. Az állatokkal készült csapatfénykép ma is nevezetessége a klubnak.
A csapat évtizedekig az alsóbb osztályokban szerepelt, aztán az 1978–1979-es idényben megvásárolták és egyesítették a klubot az Atletas Industrialessel, így megalakult az Atletas Campesinos (Falusi Atléták, akiknek jele egy traktoros paraszt volt), mely fel is jutott az első osztályba, a városból első csapatként. 1981-ben tért vissza a Gallos Blancos, pontosabban az egyetem csapata, a Gallos Blancos de la UAQ, ismét a másodosztályban játszva.
1987 május 10-én a Mexikóváros és Piedras Negras közötti úton a csapat busza súlyos balesetet szenvedett, melyben három játékos, Agustín Jiménez, Rene Montalvo és Genaro Orona életét vesztette.
1988-ban létrejött egy Querétaro FC nevű csapat is, amely egy ideig párhuzamosan működött a Gallos-szal, majd a két klub 1999-ben egyesült. Különféle költözések után (pl. 1990-ben három évre a Tampico Madero költözött Querétaróba, majd egy yucatáni csapat) 2002-ben a Gallos megvette a Reboceros de La Piedad csapatát, és így felkerült az első osztályba, de 2004-ben a csapatszámcsökkentés miatt kiestek. Ezután megvették a Zacatepec csapatát, majd 2006-ban pályán elért eredménnyel is feljutottak a legmagasabb osztályba, ahonnan azonban 2007-ben ismét kiestek, 2009-ben visszajutottak, és 2013-ban ismét kiestek volna, azonban ekkor meg a Jaguares de Chiapas csapatát vásárolták meg és így maradtak bent.
Legnagyobb bajnoki sikerüket a 2015 Clausura szezonban érték el, amikor történetük során először jutottak döntőbe, ám ott a Santos Laguna az első mérkőzésen 5–0-s vereséget mért játuk, így a visszavágón már hiába győztek 3 góllal, csak a második helyet tudták megszerezni. A következő évben, a 2016-os Clausura szezonban pedig a kupában aranyérmet szereztek.

## Bajnoki eredményei
A csapat első osztályú szereplése során az alábbi eredményeket érte el:
| Év                | Alapszakasz-helyezés                                                           | Eredmény a rájátszásban |
| ----------------- | ------------------------------------------------------------------------------ | ----------------------- |
| 1990–1991         | 18. hely                                                                       |                         |
| 1991–1992         | 17. hely                                                                       |                         |
| 1992–1993         | 19. hely                                                                       |                         |
| 1993–1994         | 20. hely                                                                       |                         |
| 2002 Apertura     | 13. hely                                                                       |                         |
| 2003 Clausura     | 18. hely                                                                       |                         |
| 2003 Apertura     | 20. hely                                                                       |                         |
| 2004 Clausura     | 10. hely                                                                       |                         |
| 2006 Apertura     | 14. hely                                                                       |                         |
| 2007 Clausura     | 14. hely                                                                       |                         |
| 2009 Apertura     | 16. hely                                                                       |                         |
| 2010 Bicentenario | 11. hely                                                                       |                         |
| 2010 Apertura     | 14. hely                                                                       |                         |
| 2011 Clausura     | 16. hely                                                                       |                         |
| 2011 Apertura     | 8. hely                                                                        | Elődöntős               |
| 2012 Clausura     | 17. hely                                                                       |                         |
| 2012 Apertura     | 18. hely                                                                       |                         |
| 2013 Clausura     | 8. hely                                                                        |                         |
| 2013 Apertura     | 7. hely                                                                        | Negyeddöntős            |
| 2014 Clausura     | 13. hely                                                                       |                         |
| 2014 Apertura     | 12. hely                                                                       |                         |
| 2015 Clausura     | 6. hely                                                                        | 2. hely                 |
| 2015 Apertura     | 11. hely                                                                       |                         |
| 2016 Clausura     | 13. hely                                                                       |                         |
| 2016 Apertura     | 11. hely                                                                       |                         |
| 2017 Clausura     | 15. hely                                                                       |                         |
| 2017 Apertura     | 16. hely                                                                       |                         |
| 2018 Clausura     | 14. hely                                                                       |                         |
| 2018 Apertura     | 8. hely                                                                        | Negyeddöntős            |
| 2019 Clausura     | 17. hely                                                                       |                         |
| 2019 Apertura     | 4. hely                                                                        | Negyeddöntős            |
| 2020 Clausura     | 12. hely Nem hivatalos eredmény, mivel a bajnokságot 10 forduló után törölték. |                         |
| 2020 Apertura     | 17. hely                                                                       |                         |
| 2021 Clausura     | 12. hely                                                                       |                         |
| 2021 Apertura     | 17. hely                                                                       |                         |
| 2022 Clausura     | 16. hely                                                                       |                         |
| 2022 Apertura     | 18. hely                                                                       |                         |
| 2023 Clausura     | 10. hely                                                                       |                         |
| 2023 Apertura     | 14. hely                                                                       |                         |
| 2024 Clausura     | 10. hely                                                                       | folyamatban...          |

## Stadion
A csapat stadionja a 33 277 férőhelyes Estadio Corregidora, melyet 1983-ban kezdtek építeni és 1985. február 5-én avatták fel egy Mexikó–Lengyelország mérkőzéssel, ahol a házigazdák 5–0-s győzelmet arattak. A következő évben a világbajnokság 4 meccsét is ebben a létesítményben rendezték. A pálya mérete 105 m × 68 m, világítását 300-nál több 1500 wattos lámpa biztosítja.

## Utánpótlás
A Querétaro Mexikóvárosban és még összesen hat államban működtet utánpótlásképző akadémiákat: Jaliscóban egyet, Guanajuatóban hármat, Querétaróban 14-et, Hidalgóban egyet, Méxicóban négyet és Guerreróban egyet.